# Vaporware
Vaporware er slang for interessante teknologi-relaterede o.lign. produkter, der aldrig kommer i produktion, eller gang på gang bliver udskudt af producenten. Som eksempel kan nævnes computerspillet Duke Nukem Forever af 3D Realms, som man ikke troede ville blive udgivet men udkom efter 15 års udvikling.